# Ivy to Roses
Ivy to Roses è il primo mixtape della cantante britannica Mabel, pubblicato il 13 ottobre 2017 dalla Polydor.
Il 18 gennaio 2019 è stata pubblicata una riedizione del mixtape con l'aggiunta di nuove tracce.

## Tracce
Edizione originale 2017
1. Come Over – 4:14
2. Begging – 3:18
3. Finders Keepers (feat. Kojo Funds) – 4:29
4. Ivy – 3:30
5. Low Key – 3:49
6. Roses – 3:50
7. Weapon – 3:04
8. Passionfruit – 3:02
9. Finders Keepers (feat. Kojo Funds, Burna Boy e Don-E) – 4:28

Riedizione 2019
1. Don't Call Me Up – 2:58
2. One Shot – 3:52
3. Fine Line (feat. Not3s) – 3:31
4. Finders Keepers (feat. Kojo Funds) – 4:28
5. My Lover (con Not3s) – 3:12
6. Ring Ring (Jax Jones feat. Mabel e Rich the Kid) – 3:37
7. Cigarette (con Raye e Stefflon Don) – 3:07
8. Ivy – 3:30
9. Come Over – 4:14
10. Begging – 3:18
11. Low Key – 3:49
12. Roses – 3:50
13. Weapon – 3:04
14. Passionfruit – 3:02
15. Finders Keepers (feat. Kojo Funds, Burna Boy e Don-E) – 4:28